# Opacifrons collessi
Opacifrons collessi är en tvåvingeart som först beskrevs av Richards 1973.  Opacifrons collessi ingår i släktet Opacifrons och familjen hoppflugor. Inga underarter finns listade i Catalogue of Life.